# Uvaria verrucosa
Uvaria verrucosa är en kirimojaväxtart som beskrevs av Rudolph Herman Scheffer. Uvaria verrucosa ingår i släktet Uvaria och familjen kirimojaväxter. Inga underarter finns listade i Catalogue of Life.